# Paradis des données
Pour les articles homonymes, voir Paradis (homonymie).
Un paradis des données en analogie au paradis fiscaux, est un refuge permettant la diffusion sans limites de tous types d'information et de données,,,.
Les paradis de données sont généralement des localisations dont l'environnement légal est favorable à l'idée qu'un réseau informatique détienne tous types de données et les protège ainsi que les informations associées.
On distingue 3 type de paradis des données : (1) un emplacement géographique avec une réglementation faible en matière d'extradition et de lois informatique, (2) un emplacement géographique avec une réglementation forte concernant la protection des données et de la vie privée et, (3) un espace virtuel conçu pour sécuriser les données par des moyens techniques (tel que le chiffrement) insensible à l'environnement légal.
Le domaine .onion de Tor (service caché), HavenCo (centralisé) et, Freenet (decentralisé) sont trois modèles de paradis de données virtuels contemporains.

## Usages des paradis des données
Un des intérêts de la mise en place d'un paradis des données est de permettre de garantir la liberté d'expression aux utilisateurs vivant dans des pays pratiquant la censure de l'Internet.
D'autres motifs d’utilisation des paradis de données sont :
- le soutien aux lanceurs d'alertes
- la distribution de logiciels, données ou discours qui sont en violation des lois telles que la Digital Millennium Copyright Act Américain
- la diffusion de contenu ne respectant pas les lois sur les droits d'auteur de certaines juridictions
- le contournement de lois sur la protection des données personnelles

## Voir aussi
- Anonymat
- tor
- P2P anonyme
- Crypto-anarchisme
- Principauté de Sealand localisée dans les eaux internationales de la mer du Nord
- PRQ, un FAI en Suède
- IPREDator localisé en Suède
- Initiative islandaise pour la Modernisation des Médias
- WikiLeaks